# Benga (peuple)
Pour les articles homonymes, voir Benga.
Les Benga sont une population d'Afrique équatoriale, vivant principalement sur la côte atlantique du Gabon près du Cap Estérias, et de la Guinée équatoriale, notamment sur l'île de Corisco. Ils forment l'un des sous-groupes des Ndowe. 

## Ethnonymie
Selon les sources et le contexte, on observe plusieurs formes : Benga-Bakota, Bengas, Bonkoro, Venga, Vengas ou M'Bengas. 
On les qualifie parfois de playeros (« ceux de la plage »), par opposition aux peuples forestiers de l'intérieur, tels que les Fangs.

## Population
Leur nombre était estimé à 4 000 en 1855.

## Langues
Ils parlent le benga, une langue bantoue. Le nombre total de locuteurs a été estimé à  4 100, dont 3 000 en Guinée équatoriale (1995) et 1 100 au Gabon (2004). L'espagnol et le français sont également utilisés.

## Religions et croyances

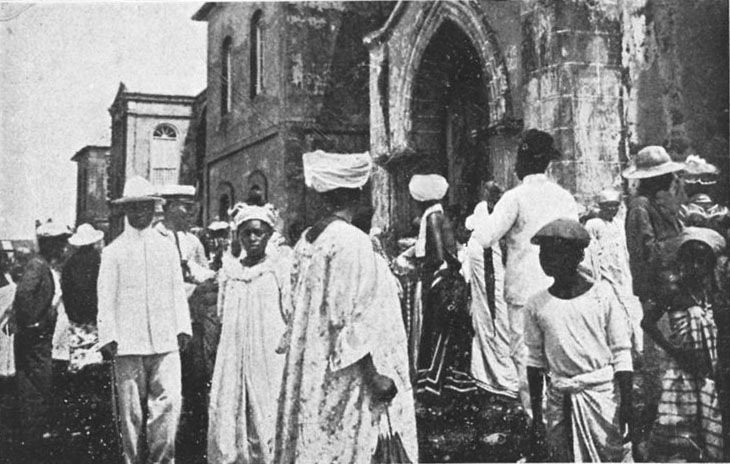
Bengas de Corisco à la sortie de la messe.

Majoritairement catholiques, beaucoup restent attachés à leurs croyances traditionnelles et vénèrent un Être suprême (Ndjambé).
Robert Hamill Nassau, missionnaire presbytérien américain, médecin et linguiste, vécut en pays benga entre 1861 et 1871 et élabora la première traduction de la Bible en benga.

## Économie
Aujourd'hui la plupart des Bengas vivent de la pêche.